# 熊本学園大学短期大学部
熊本学園大学短期大学部（くまもとがくえんだいがくたんきだいがくぶ、英語: Kumamoto Gakuen University Junior College）は、熊本県熊本市大江2-5-1に本部を置いていた日本の私立大学である。1950年に設置され、2002年に廃止された。大学の略称は熊短。学生募集は1999年度まで。2000年度より熊本学園大学への完全統合により短期大学は学生募集を停止し、2002年5月24日廃止。本稿では、前身である熊本短期大学を含めて説明する。

## 概要

### 大学全体
- 熊本学園大学短期大学部は学校法人熊本学園[8]により運営されていた日本の私立短期大学で1950年に熊本短期大学として設置された。当初は、昼間部3学科（うち1学科3専攻）、夜間部部3学科（うち1学科3専攻）となっており、その後学科の減増を経てピーク時には昼間部3学科（うち1学科2専攻）・夜間部1学科で一学年定員800名と短期大学にしてはかなり大規模だった時期もあったが、順次熊本学園大学への改組により規模が縮小し、最終的には保育科のみの単科短大になった。

### 建学の精神（校訓・理念・学是）
- 熊本学園大学短期大学部における建学の精神は「師弟同行・自由闊達」となっていた。

### 教育および研究
- 熊本学園大学短期大学部は母体が語学専門学校とあってか、英語以外に韓国語・中国語・フランス語・ドイツ語・ロシア語・スペイン語の科目もあった。

### 学風および特色
- 熊本学園大学短期大学部の前身である熊本短期大学には、勤労の傍らで学業に勤しむ人々に大学教育を開放することのねらいから夜間部が併設されていた。

## 沿革
- 1942年4月 東洋語学専門学校創立
- 1945年11月 熊本語学専門学校と改称
- 1949年4月 第二部（夜間部）を開設
- 1950年4月 熊本短期大学開学
  - 社会科
    - 第一部
    - 第二部

  - 商科
    - 第一部
    - 第二部

  - 外国語科
    - 英語専攻
      - 第一部
      - 第二部

    - 中国語専攻
      - 第一部
      - 第二部

    - ロシア語専攻
      - 第一部
      - 第二部
- 1952年10月 熊本市大江（現在の熊本学園大学所在地）へ移転
- 1956年4月 熊本短期大学付属敬愛幼稚園を開園
- 1961年4月 保育科を増設
- 1966年
  - 4月 教養科を増設
  - 5月 熊本短期大学付属社会福祉研究所を開設
- 1986年4月 専攻科保育専攻を設置
- 1990年4月 社会科I部を専攻分離
  - 社会専攻
  - 生涯スポーツ専攻
- 1994年4月 熊本学園大学短期大学部に改称
- 1999年 短期大学の学生受入れ最終。当時保育科のみ。
- 2002年5月24日廃止[7]。

## 基礎データ

### 所在地
- 熊本県熊本市大江2-5-1[1]

## 教育および研究

### 組織

#### 学科
- 社会科
  - 第一部[2]
    - 社会専攻[3]
    - 生涯スポーツ専攻[3]

  - 第二部[3]
- 商科[4]
  -     - 第一部[4]
    - 第二部[4]
- 外国語科[5]
  - 英語専攻[5]
    - 第一部[5]
    - 第二部[5]

  - 中国語専攻[5]
    - 第一部[5]
    - 第二部[5]

  - ロシア語専攻[5]
    - 第一部[5]
    - 第二部[5]
- 教養科[3]
- 保育科

#### 専攻科
- 保育専攻

#### 別科
- なし

#### 取得資格について
- 保育士資格と幼稚園教諭二種免許状が保育科にて設置されていた。
- 中学校教諭二種免許状
  - 社会
    - 社会科社会専攻
    - 教養科
    - 商科第一部・第二部

  - 保健体育：社会科生涯スポーツ専攻[9]
  - 英語：外国語科英語専攻第一部・第二部
- 当初は、高等学校教諭免許状も併設[10]。
  - 社会：商科
  - 英語：外国語科第一部・第二部
  - 保健体育：社会科第一部・第二部
- 司書・司書教諭免許状：教養科

#### 附属機関
- 社会福祉研究所：1966年に設置された。

## 学生生活

### 学園祭
- 熊本学園大学短期大学部の学園祭は「詫麻祭」と呼ばれていた。概ね例年、11月に行われていた。

## 大学関係者と組織

### 大学関係者組織
- 熊本学園大学短期大学部には、旧来の熊本短期大学を含めた同窓会組織がある。

### 大学関係者一覧
歴代学長
- 高橋守雄
- 松村武雄

教職員
- 浜田知明：元熊本短期大学教授（教養科美術専攻の学生に銅版画と油彩を教えていた）。

## 施設

### キャンパス
- 設備：当初は熊本市黒髪町字留毛にⅠ部、同市内坪井町97にⅡ部それぞれのキャンパスがあった。最終的には熊本学園大学と共同使用となった。

## 対外関係

### 系列校
- 熊本学園大学

## 卒業後の進路について

### 就職について
- 保育科卒業生は、概ね保育所や児童福祉施設の保育士や幼稚園教諭に就いていたものとみられる。

### 編入学･進学実績
- 熊本学園大学（旧来は熊本商科大学）への編入学制度があった。

## 附属学校
- 熊本短期大学附属敬愛幼稚園

## 熊本短期大学に関する書物
- 『熊本商科大学40年史、熊本短期大学40年史』（1993年）
- 『熊本商科大学 熊本短期大学要覧』（1969年）[11]

## 関連サイト
- 熊本学園大学沿革